# Wangque de Yitian
Wangque de Yitian (chinesisch 忘却的一天, Pinyin wàngquè de yītiān, englisch A Day to Remember) ist ein Kurzfilm des chinesischen Filmemachers Liu Wei aus dem Jahr 2005. 
Am 4. Juni 2005, dem 16. Jahrestag der gewaltsamen Niederschlagung der Proteste auf dem Tian’anmen-Platz, geht Liu mit seiner Kamera auf den Platz und in die Peking-Universität und fragt Studenten und jugendliche Passanten, welcher Tag heute sei. Er erhält Ausflüchte. Nur einige der Befragten nennen den Jahrestag, verweigern aber weitere Fragen und gehen weiter oder blicken stumm in die Kamera.
Der Kurzfilm wurde 2006 auf dem Internationalen Leipziger Festival für Dokumentar- und Animationsfilm und dem Pariser Filmfestival Cinéma du Réel vorgeführt.